# Iacobești, Suceava
Iacobești (în maghiară Fogadjisten, în germană Vergeltsgott) este un sat în comuna Grănicești din județul Suceava, Bucovina, România.
Până în anul 1941 a fost una din puținele așezări ale secuilor din Bucovina. În timpul celui de-al Doilea Război Mondial, în urma unui acord dintre guvernele fasciste ale României și Ungariei, locuitorii din Iacobești au fost mutați la Velebit.

## Istoric
Satul Iacobești este atestat documentar încă din secolul al XVI-lea. Mult timp a fost o localitate neînsemnată. În a doua jumătate a secolului al XVIII-lea, terenul actualului sat Iacobești se afla în proprietatea Mănăstirii Ilișești. În anul 1775, Bucovina este anexată de Imperiul Habsburgic.
Dintr-un uric al domnitorului Grigore Ghica al III-lea din anul 1776 aflăm că jumătate din sat se afla în stăpânirea mazilului Alexandru Vasilco. Conform cărții „Maghiarii în Bucovina, 1774-1941” scrisă de dr. Daniel Hrenciuc și publicată în 2006, în anul 1776 s-au stabilit în satul Iacobești secui emigrați din Transilvania. După Masacrul de la Siculeni (1764), secuii din localitățile de frontieră au fugit în Bucovina și s-au așezat în cinci localități: Dornești (Hadikfalva), Iacobești (Fogadjisten), Măneuți (Andrásfalva), Țibeni (Istensegíts) și Vornicenii Mari (Józseffalva). Începând cu toamna anului 1940 și până în primăvara anului 1941, secuii din Bucovina s-au repatriat.

## Recensământul din 1930
Componența etnică a satului Iacobești
     Români (74%)
     Germani (3,5%)
     Evrei (2,2%)
     Maghiari (18%)
     Polonezi (1,6%)
     Ruteni (0,7%)
Componența confesională a satului Iacobești
     Ortodocși (74,7%)
     Romano-catolici (20,2%)
     Mozaici (2,2%)
     Evanghelici\Luterani (2,8%)
     Reformați\calvini (0,1%)
Conform recensământului efectuat în 1930, populația satului Iacobești se ridica la 855 locuitori. Majoritatea locuitorilor erau români (74,0%), cu o minoritate de germani (3,5%), una de evrei (2,2%), una de maghiari (18,0%), una de polonezi (1,6%) și una de ruteni (0,7%). Din punct de vedere confesional, majoritatea locuitorilor erau ortodocși (74,7%), dar existau și romano-catolici (20,2%), mozaici (2,2%), evanghelici\luterani (2,8%) și reformați\calvini (0,1%).

## Obiective turistice
- Biserica de lemn din Iacobești - monument istoric construit în anul 1782 în satul Capu Câmpului și strămutat în anul 1938 în localitatea Iacobești.